# إيريني-مارينا ألكسندري
إيريني مارينا ألكسندري (باليونانية: Ειρήνη-Μαρίνα Αλεξανδρή؛ من مواليد 15 سبتمبر 1997) هي لاعبة سباحة متزامن يونانية نمساوية تنافست في ثنائي السيدات في دورة الألعاب الأولمبية الصيفية 2016، ودورة الألعاب الأولمبية الصيفية 2020. ومشاركة ثلاثية ومع الفريق مع شقيقتيها آنا ماريا وفاسيليكي ألكسندري. نشأت الأخوات الثلاث في فولوس، وانتقلن إلى النمسا في عام 2015، بعد خلاف مع الاتحاد اليوناني للسباحة. تنافست في دورة الألعاب الأولمبية الصيفية 2024 في باريس في منافست ثنائي السباحة الفنية للسيدات يومي 9-10 أغسطس 2024.